# Ed Asner
Eddie "Ed" Asner (n. 15 noiembrie 1929, Kansas City, Missouri, SUA – d. 29 august 2021, Tarzana⁠(d), California, SUA) a fost un actor american de film, televiziune, teatru și actor de voce. A fost președinte al Screen Actors Guild. Asner este în primul rând cunoscut pentru rolul său premiat cu Emmy, Lou Grant din perioada anilor 1970 și începutul anilor 1980, din serialul TV The Mary Tyler Moore Show și serialul spin-off Lou Grant, devenind astfel unul dintre puținii actori de televiziune care au portretizat același personaj atât într-un serial de comedie cât și în unul dramatic.  

## Filmografie

### Filme
- The Murder Men (1961);
- The Slender Thread - Det. Judd Ridley (1965);
- El Dorado - Bart Jason (1966);
- Gunn - Locotenentul Charles Jacoby (1967);
- Change of Habit - Police Officer (1969);
- They Call Me Mister Tibbs! - Woody Garfield (1970);
- The Girl Most Likely to... - Det. Ralph Varone (1973):
- Hey, I'm Alive – Ralph Flores (1975):
- Gus - Hank Cooper (1976);
- Fort Apache, The Bronx - Captain Dennis Connolly (1981);
- Americas in Transition (1981) (narrator);
- O'Hara's Wife - Bob O'Hara (1982);
- Moon over Parador (1988) (Himself);
- The Cops Are Robbers - (1990):[6]
- JFK - Guy Banister, CIA/FBI operative (1991);
- Goldilocks and the Three Bears (1995) (Bruno);
- Hard Rain - Uncle Charlie (1998);
- The Bachelor - Sid Gluckman (1999);
- The Animal - Chief Wilson (2001);
- The Man Who Saved Christmas (Omul care a salvat Crăciunul) (2002); -  Gilbert Senior
- Elf - Santa Claus (2003);
- National Lampoon's Christmas Vacation 2: Cousin Eddie's Island Adventure - Uncle Nick (2003);
- Happily Even After - Judge Dreyfus (uncredited) (2004);
- Out of the Woods - Jack (2005);
- The Christmas Card - Luke Spelman (2006);
- The Heart Specialist - Mr. Olson (2006);
- Gigantic - (2008);
- Christmas Is Here Again - Krad (2008);
- Generation Gap - Colonel Bart Cahill (2008);
- Căsuța de Crăciun (2008)
- Channels (2008 film) - Ed Packard;
- Up - Carl Fredricksen (2009);
- Stride - Charlie Arnesson (2009);
- The Raft - Seymour Popper (2009);
- Sheeba - Grandfather (2011);
- Too Big to Fail - Warren Buffett (2011);
- Not Another B Movie - Angry Investor (2011).
- Foodfight! - Leonard (2012)
- Identical - Yaakov Washington (2012)
- "I Know That Voice" - Himself (2013)
- Christmas on the Bayou- Papa Noel (2013)
- 2018 Paharul de adio (The Parting Glass), regia Stephen Moyer

### Televiziune
Yes, Virginia, there is a Santa Claus (1991) - ca Edward Page Mitchell
- Hearts Afire -George Lahti (1992-1995)
- Target: The Corruptors! - Tyler în episodul, The Golden Carpet, 24 nov. 1961
- The Eleventh Hour - Max Brenson în episodul My Name is Judith, I'm Lost, You See (1963)
- The Outer Limits - Sgt. Siroleo în episodul It Crawled Out of the Woodwork, 1963
- Gunsmoke - Sergeant Wilks în episodul Hung High, 1964
- The Fugitive - Sheriff Mayhew Roy Malinek în episodul Masquerade Three Cheers for Little Boy Blue (1965)
- "Voyage to the Bottom of the Sea"
- The Rat Patrol - German field doctor in "Life against death raid" (1965)
- "The Exile" (TV episode 1965)
- The Fugitive - Joe Bantam în episodul Run the Man Down (1967)
- The Girl From U.N.C.L.E. - George Kramer în episodul The Double-O-Nothing Affair, 1967
- Ironside - Marlon Davis în episodul "The Fourteenth Runner", 1967
- Ironside - Warrant Officer Frank Simpson în episodul "Not With a Whimper, But a Bang", 1969
- The Wild Wild West - Furman Crotty în episodul The Night of the Amnesiac, 1969
- Mission: Impossible - George Simpson în episodul The Mind of Stefan Miklos, 1969
- Sadbird - Nat Congdon (1969)
- Daughter of the Mind – Wiener in the ABC Movie of the Week, December 1969
- The Mary Tyler Moore Show - Lou Grant (1970–1977)
- The Girl Most Likely to... - Det. Ralph Varone (1973)
- Rhoda - Lou Grant (1974)
- Hawaii Five-O - as August March în episodul Wooden Model of a Rat, (1975)
- Cher - Himself (1975)
- Rich Man, Poor Man - Axel Jordache (1976)
- Roots - Capt. Thomas Davies (1977)
- Lou Grant - Lou Grant (1977–1982)
- The Gathering - Adam Thornton (1977)
- Off the Rack - Sam Waltman (1985)
- Kate's Secret - Dr. Resnick (1986)
- The Christmas Star - Horace McNickle (1986)
- The Bronx Zoo - Principal Joe Danzig (1987)
- Happy Castle - The Well of What (1988)
- Gypsy - Pop (1993)
- Thunder Alley - Gil Jones (1994)
- The Practice - Judge Matlin Pratt (1997)
- The X-Files - Maurice în episodul How the Ghosts Stole Christmas, 13 decembrie 1998
- Touched by an Angel - Bud în episodul Here I Am, 27 februarie 2000
- Papa Giovanni: Ioannes XXIII – Angelo Roncalli (2002)
- Curb Your Enthusiasm- Mr. Wiener (2001)
- Teamo Supremo - Mr. Large (2002-2004)
- ER - a con artist (2003)
- The Deadzone Sarah's dad- Episode 10- sezonul 4 (2005)
- The Christmas Card – Luke (2006)
- Studio 60 on the Sunset Strip - Wilson White (2006–2007)
- Generation Gap - Bart Cahill (2008)
- Star-ving - David's therapist/network executive în episodul El Al-Qaeda (2009)
- CSI: NY - Klaus Braun (alias Abraham Klein) în episodul Yahrzeit (2009)
- Working Class – Hank Greziak (2011)
- Royal Pains - Ted Roth (2011)
- Michael, Tuesdays and Thursdays - Dr. Wasserman (2011–Prezent)
- Night of the Hurricane - The Narrator (2011) (voce)
- The Middle - Ben in Season 3's "The Paper Route" (2012)
- Hot in Cleveland - Jameson în episodul Rubber Ball (2012)
- Hawaii Five-0 - August March - 2 episoade (2012)
- Law & Order SVU - în episodul Monster's Legacy (2013)

### Ca actor de voce (inclusiv animații și jocuri video)
- Gargoyles - Hudson
- Gargoyles the Movie: The Heroes Awaken - Hudson
- Gargoyles: The Goliath Chronicles - Hudson
- Batman: The Animated Series - Roland Daggett
- Superman: The Animated Series - Granny Goodness
- Justice League Unlimited - Granny Goodness, Hephaestus
- Hercules - Mentor
- Down in the Dumps (1963 TV Movie) - Tanner Banion, the bumbling man-servant
- American Dad - Stan's grandfather, Red Mail Box
- Animaniacs - Vern
- Bonkers - Grumps
- The Boondocks - Ed Wuncler Sr.
- Bruno the Kid - Engineer
- Buzz Lightyear of Star Command - Fixer
- Captain Planet and the Planeteers - Hoggish Greedly
- Center of the Universe - Art Barnett
- Dinosaurs - Evil Georgie
- Duck Dodgers - Guard Captain
- Duckman - Mort Sidelman
- Fish Police - Chief Abalone
- The Greatest Adventure: Stories from the Bible - Joshua
- Sonic the Hedgehog - Cat
- South Park - News Report, President and Additional Voices
- South Park: Bigger, Longer and Uncut - News Report, Singer and Additional Voices
- Star Wars: Knights of the Old Republic - Jedi Master Vrook Lamar
- Star Wars: Knights of the Old Republic II The Sith Lords - Jedi Master Vrook Lamar
- Freakazoid! - Sgt. Mike Cosgrove
- Max Steel - Chuck Marshak
- W.I.T.C.H. - Napoleon the Cat
- Disney's Recess - Thadeus T. Third V
- Up - Carl Fredricksen/Mr. Fredricksen
- Up - Carl Fredricksen - video game
- Christmas is Here Again - Krad
- Pinocchio and the Emperor of the Night - Scalawag
- The Real Adventures of Jonny Quest - Sentries, Von Romme
- The New Adventures of Captain Planet - Hoggish Greedly
- The Cleveland Show -The Daily Splash Editor, Carl Fredricksen
- X-Men Legends - Healer
- Spider-Man - J. Jonah Jameson
- The Spectacular Spider-Man - Uncle Ben
- The Simpsons, "Guess Who's Coming to Criticize Dinner?" - Lifeways Editor
- Family Guy - Steve Bellows
- Foodfight! - Leonard
- Grim & Evil - Mr. Voorhees
- Johnny Bravo - Dr. Miller
- Jumanji - Judge
- King of the Hill, "Yankee Hankee" - Irwin Linker
- Olive, the Other Reindeer - Santa Claus
- Our Friend, Martin - Mr. Harris
- Teamo Supremo - Mr. Large
- The Angry Beavers - Risk Keeper
- Life with Louie - Mr. Applegate
- The Magic School Bus - General
- The Real Story of Happy Birthday to You - Charlie
- The Wild Thornberrys - Frank Hunter
- Zorro - Additional Voices
- Happily Ever After - Scowl the Owl
- WordGirl - Kid Potato (2 Episodes - 2009-2011)
- City Trams - Preston
- 3x3 Eyes - Grandpa Ayanokoji
- The Sissy Duckling - Elmer's Father
- A Christmas Carol - Marley
- O Christmas Tree - Nutcracker
- Snowden's Christmas - Big Daddy
- The Story of Santa Claus (TV 1996) - Santa Claus
- Dug's Special Mission - Carl Fredricksen (uncredited)
- Gahan Wilson's The Kid - Dead Cat
- Lolo's Cafe - Mr. Atkins
- Young Justice - Doctor Fate, Granny Goodness
- Regular Show - Santa Claus
- The Odyssey, National Radio Theater, 1981, published by Blackstone Audio - Narrator